# Sulcerato
Sulcerato is een geslacht van weekdieren uit de klasse van de Gastropoda (slakken).

## Soorten
- Sulcerato haplochila (Melvill & Standen, 1903)
- Sulcerato illota (Tate, 1890) †
- Sulcerato pagoboi (T. Cossignani & V. Cossignani, 1997)
- Sulcerato pellucida (Reeve, 1865)
- Sulcerato recondita (Melvill & Standen, 1903)
- Sulcerato tomlini (Schilder, 1933)

### Synoniemen
- Sulcerato sandwichensis (G. B. Sowerby II, 1859) => Eratoena sandwichensis (G. B. Sowerby II, 1859)
- Sulcerato stalagmia (C. N. Cate, 1975)  => Cypraeerato stalagmia (C. N. Cate, 1975)